# 帕特里克·马卡乌·穆斯约基
帕特里克·马卡乌·穆斯约基（Patrick Makau Musyoki，1985年3月2日—，生于东部省曼严兹瓦尼）是一位肯尼亚跑步运动员。他在2011年柏林马拉松中创造了02:03:38的世界纪录（已被打破）。他还以参加半程马拉松出名，赢得过欧洲一系列重要赛事的奖牌。

## 历次冠军
- 桑给巴尔半程马拉松 （坦桑尼亚）– 2005
- 塔尔苏斯国际半程马拉松 （土耳其） – 2006
- Von柏林25公里 – 2006, 2007
- 伦敦10公里 – 2006
- 布里斯托尔半程马拉松 – 2006
- 拉合爾10公里 （巴基斯坦） – 2007
- 柏林半程马拉松 – 2007, 2008
- 拉斯海玛半程马拉松 （阿聯酋） – 2008, 2009
- 雷丁半程马拉松 （英格蘭） – 2008
- City-Pier-City Half Marathon （海牙） – 2008
- 鹿特丹半程马拉松 – 2008
- City-Pier-City Loop – 2010
- 鹿特丹马拉松 – 2010
- 柏林马拉松 – 2010, 2011